# Solenopsis santschii
Solenopsis santschii är en myrart som beskrevs av Auguste-Henri Forel 1905. Solenopsis santschii ingår i släktet eldmyror, och familjen myror. Inga underarter finns listade i Catalogue of Life.